# Комонвелт Енглеске
Комонвелт Енглеске или Енглеска република био је назив за републику коју је чинила Енглеска, касније заједно са Ирском и Шкотском, у раздобљу од 1649. до 1660. године. Створена је након завршетка Другог енглеског грађанског рата и суђења и погубљења Чарлса I. Постојање Републике је прво проглашено Актом о проглашењу Енглеске за комонвелт, који је усвојио Крњи парламент 19. маја 1649. Власт на почетку Комонвелта поверена је Парламенту и Државном савету. Током овог раздобља, наставили су се сукоби, посебно у Шкотској (где је дошло до Трећег грађанског рата) и Ирској, између парламентарних снага и њихових противника.
Након насилног растурања Крњег парламента 1653, Оливер Кромвел је проглашен лордом-протектором уједињеним Комонвелтом Енглеске, Шкотске и Ирске под условима Инструмента власти, отпочевши период који је сада обично познат као Протекторат. После Кромвелове смрти и након кратког периода владавине његовог сина Ричарда Кромвела, Протекторатски парламент је распуштен 1659, а Крњи парламент поново сазван, што је био почетак процеса који је 1660. довео до обнове монархије. Термин Комонвелт се понекад користи за цео период 1649. до 1660, мада историчари ограничавају употребе израза је ограничена на године пре Кромвеловог формалног преузимања власти 1653.

## Историја Републике
Убиство краља Чарлса не наилази на опште одобравање. Земљом управља мањина. Парламент доноси одлуку о укидању монархије, дома лордова и стварању Државног савета од 41 члана. Енглеска је 1649. године претворена у „Комонвелт и Слободну Државу“. Кромвел се најпре суочио са побуном у Ирској где су католици прогласили Чарлсовог најстаријег сина Чарлса за краља. Исте године устанак је угушила енглеска војска под командом самог Кромвела. Кромвел спроводи план о насељавању протестаната у Ирској што надаље ствара проблеме. После Ирске, Кромвел је заратио са Шкотском која је такође прогласила Чарлса за краља, очекујући верске повластице. Шкоти су тучени код Вустера (1651), а Чарлс бежи у Француску. Ирска и Шкотска припојене су Енглеској чиме је створена целина — Велика Британија.
Парламент 1651. године доноси Навигациони закон уперен против Низоземске. Он предвиђа да се роба у Енглеску може увозити само енглеским или бродовима земље из које се роба увози. Тиме отпочиње борба Енглеске и Британије за трговинску превласт; тзв. англо-холандски ратови. У рату са Шпанијом (1655-1659), Кромвел заузима Јамајку и Денкерк.
Потреба за реформама у земљи довела је до састајања „Парламента светаца“ (1653) које су чинили махом официри изабрани од стране конгрегације. Они изгласавају реформе, али не и инструменте за њихово спровођење, те предају Кромвелу власт који децембра 1653. године узима титулу лорда протектора Комонвелта Енглеске, Шкотске и Ирске. „Инструмент о владавини“ први је енглески писани устав. Кромвел се понаша као некрунисани краљ, а 1657. године одбија и краљевску титулу. Следеће године умире. Наследио га је син Ричард, који није у стању да настави очеву политику.

## Укидање
Генерал Џорџ Монк 1660. године предводи војску из Шкотске ка Лондону. Намера му је да поврати Стјуарте. Кромвелова војска распада се без борбе. Чарлс II (1660-1685) Декларацијом из Бреде обећава опроштај и верске слободе. Његова понуда је прихваћена и Чарлс се маја враћа у Лондон. Кромвелови успеси увели су Енглеску у ред првих европских сила. Енглеска гради систем парламентарне монархије. Краљ је финансијски зависан од Парламента. Нестају и други знаци краљевске власти: феудални намети, ранији начин убирања пореза, а доношењем Habeas Corpus Act-а Енглези су заштићени од самовољног хапшења.